# Vanessa Virgen
Vanessa Virgen Zepeda (Manzanillo (Colima), 11 de julho de 1984) é uma ex-jogadora de voleibol e de voleibol de praia mexicana. 

## Carreira
Nos Jogos Centro-Americanos e do Caribe de 2006 em Cartagena das Índias conquistou a medalha de prata ao lado de Martha Revuelta.